# Die Rose und die Nachtigall
Die Rose und die Nachtigall (auch bekannt als Gül ve Bülbül) ist ein deutscher Fernsehfilm von Ursula Kolarz. Der Film wurde zum ersten Mal am 17. April 1978 im ZDF ausgestrahlt. Regie führte Frank Guthke.
Der problemorientierte Film erzählt die Liebesgeschichte eines türkischen Gastarbeiters und einer DDR-Bürgerin in Berlin.

## Handlung
Der in West-Berlin lebende Gastarbeiter Ismail Aktürk lernt bei einem Besuch in Ost-Berlin auf dem Alexanderplatz die Ostdeutsche Ulrike Patina – Tochter eines SED-Funktionärs – kennen. Die beiden verlieben sich, doch letztendlich zerbricht die Beziehung an den Gegensätzen von Ost und West sowie Orient und Okzident.

## Sonstiges
Der bekannte türkische Musiker Zülfü Livaneli wirkt in dem Film in einer Szene in einer türkischen Kneipe als Saz-Spieler mit.